# Уотсон, Патрик
Патрик Уотсон (англ. Patrick Watson, род. 8 октября 1979 года) ― канадский певец и автор песен американского происхождения. Его альбом Close to Paradise был удостоен музыкальной премии Polaris Music Prize в 2007 году.

## Биография
Родился в Ланкастере (Калифорния) и вырос в Квебеке. Уотсон учился в колледже Lower Canada. Живя в Гудзоне, он работал аналитиком по воде в бассейнах и гидромассажных ваннах в фирме Piscines et Spas Hudson. Начал свою музыкальную карьеру в средней школе как участник ска-группы под названием Gangster Politics. Изучал музыку в колледже Ванье в Монреале.
Уотсон был соавтором и исполнителем нескольких песен с альбома The Cinematic Orchestra 2007 года Ma Fleur, включая вступительный трек «To Build a Home». Его ремикс «Missing Home» на песню Champion «Guy Doune» достиг 1-го места в чарте R3-30 CBC Radio 3 в начале 2007 года.
Он гастролировал с несколькими артистами, включая Джона Кейла, Cinematic Orchestra, Cold War Kids, Амона Тобина, the Dears, Feist и Джеймса Брауна.
После создания музыки и выпуска альбомов в различных стилях Уотсон сформировал группу с гитаристом Саймоном Энджеллом, перкуссионистом Робби Кустером и басистом Мишкой Стейном. Группа выступала с такими артистами, как Джеймс Браун, the Dears, Филип Гласс и the Stills.
Группа получила номинацию на премию Juno Awards 2007 в номинации Новый артист года. В том же году Уотсон и Кэролайн Давернас получили номинацию на премию Genie Award за лучшую оригинальную песню на 27-й церемонии вручения премии Genie Awards в 2007 году за песню «Trace-moi». 10 июля 2007 года Close to Paradise вошли в шорт-лист музыкальной премии Polaris Music Prize 2007.
Песня «The Great Escape» прозвучала в 16 серии третьего сезона сериала «Анатомия страсти» и в фильме «Одна неделя». Песня «To Build a Home» была включена в видеоигру Steep в 2016 году, в сериалах «Оранжевый — хит сезона» и «Это мы». Песня «Here Comes the River» вошла в саундтрек фильма «Ходячие мертвецы: Мир за пределами».

## Дискография

### Альбомы
- Waterproof9 (2001)
- Just Another Ordinary Day (2003)
- Close to Paradise (2006)
- Wooden Arms (2009)
- Adventures in Your Own Backyard (2012)
- Love Songs for Robots (2015)
- The 9th Life of Louis Drax (2016)
- Wave (2019)
- Better in the Shade (2022)

### Синглы
- «Sit Down Beside Me» (2010)
- «Je te laisserai des mots» (2010)
- «Turn Into the Noise» (2015)
- «Broken» (2017)
- «Melody Noir» (2018)
- «Mélancolie» (2018)
- «Dream for Dreaming» (2019)
- «Lost with You» (2020)
- «A Mermaid in Lisbon» (2021)